# 順德公主
順德公主，明朝公主，明宣宗长女，胡皇后所生，同母妹永清公主。
永樂十八年出生，父母為時為皇太孫的朱瞻基及皇太孫妃胡善祥，為明太宗朱棣之嫡長曾孫女。
正統二年，妾室扶正的庶母孫太后將公主下嫁昌黎人石璟（字廷贵，昌黎人）。祖父石名初随太祖朱元璋征伐元军，荣立七次战功，被名为武略将军，授德州卫副千户。父石林，于永乐年间任府军前卫，被调京师居住。石璟19岁被明英宗、孫太后选为顺德公主驸马，掌管宗人府金书玉牒，冠貂腰玉，显耀于时。正统八年公主薨，年二十四岁，没有生育子女。
石璟有两名庶出儿子石宽、石宏。天順五年，曹吉祥谋反，石璟率部杀贼，擒曹吉祥、曹钦之余党。成化十四年，石璟奉诏往南京祭祀，次年去世。

## 驸马石璟墓志铭
明故驸马都尉石公墓志铭
赐进士出身、资德大夫、正治上卿、参赞机务、南京兵部尚书、潜川薛远撰。
儒林郎、光禄寺署正、前中书舍人、东吴杨杞书。
赐进士出身、奉政大夫、兵部郎中、太原乔凤篆。
公讳璟，字廷贵，姓石氏，其先永平昌黎人。曾大父讳彦中，以材勇戎通州，质直好义，为人所推敬。大父讳名，生而魁伟，闲习武略。洪武终，奉天靖难，七以战功，而阶武略将军，授德州卫副千户。父讳林正，固不阿，好义而乐善。暨代父官，永乐中改府军前卫，遂居京师。母汝氏，慈惠懿谨，以夫贵诰封宜人。公生而丰范端凝，读书崇礼，忠孝纯至，出自性成。
正统丁巳，公年一十九岁，英宗睿皇帝选尚顺德长公主，拜驸马都尉，冠貂腰玉，显耀于时，公处之以礼，不慢不骄，声光益著。天顺间，圣眷愈加，日与二三贵近之臣入侍密勿兼总禁卫貔虎之师，掌宗人府金书玉牒者，凡二十馀年。遇亲藩有事，悉以命之。凡持节而主册封大礼者数次，锡赉骈蕃，宠遇隆重，然公襟度坦夷，不为崖岸，谦卑谨密，愿款不欺，故人皆誉之若出一口。视兄弟之子女无异已出，婚姻死葬，悉力周全，始终不怠。暇则与儒生商榷古今，樽酒啸吟，曾不以纷哗一扰其衷。成化十四年四月，钦命往南京奉孝陵之祀兼左军都督府及故官营事。
明年十月初三日，以疾终于正寝，上距其所生永乐己亥十二月二十四日，春秋凡六十有一。子男二人：宽，锦衣卫正千户，读书好礼，能世其家；宏，恩例冠带，谦谨守礼。孙男一人：诚，尚幼。孙女一，受修武伯沈公之子娉，未行。讣闻，上为掇朝一日兼赐葬祭，将以成化十六年五月十七日，于宛平县玉河乡琅山之原，附顺德长公主而合葬焉。
呜呼！若公者可谓五福克全，生死荣哀而无间者矣。先期宽衰绖抱其塾宾钱文圭之状来乞铭，余与公同朝二十馀年，相知最深，谊弗容让，遂铭之。
铭曰：有赫石氏，源浚流长。笃生虎臣，益显其光。庆衍维奫，施及孙子。玉牒登名，姻连威里。列圣眷隆，维勤维肃。节册煌煌，有事藩国。冠貂腰玉，烨然若神。被荣荷宠，四十馀春。琅山之原，浑河之浒。合葬礼成，永安千古。